# Čakovičky
Obec Čakovičky se nachází v okrese Mělník, kraj Středočeský. Leží 14 kilometrů jižně od Mělníka a 3 kilometry jižně od Neratovic. Žije zde 737 obyvatel.

## Historie
První písemná zmínka o obci pochází z roku 1266.

### Územněsprávní začlenění
Dějiny územněsprávního začleňování zahrnují období od roku 1850 do současnosti. V chronologickém přehledu je uvedena územně administrativní příslušnost obce v roce, kdy ke změně došlo:
- 1850 země česká, kraj Praha, politický okres Karlín, soudní okres Brandýs nad Labem[4]
- 1855 země česká, kraj Praha, soudní okres Brandýs nad Labem
- 1868 země česká, politický okres Karlín, soudní okres Brandýs nad Labem
- 1908 země česká, politický i soudní okres Brandýs nad Labem[5]
- 1939 země česká, Oberlandrat Mělník, politický i soudní okres Brandýs nad Labem[6]
- 1942 země česká, Oberlandrat Praha, politický i soudní okres Brandýs nad Labem[7]
- 1945 země česká, správní i soudní okres Brandýs nad Labem[8]
- 1949 Pražský kraj, okres Brandýs nad Labem[9]
- 1960 Středočeský kraj, okres Praha-východ
- 2003 Středočeský kraj, okres Mělník, obec s rozšířenou působností Neratovice
- 2007 Středočeský kraj, okres Mělník, obec s rozšířenou působností Neratovice[10]

## Pamětihodnosti
- Dvě výklenkové kapličky
- Pomník padlých v první světové válce

## Doprava
- Pozemní komunikace – Do obce vede silnice III. třídy. Ve vzdálenosti 2 km vede silnice II/101 Úvaly - Brandýs nad Labem - Neratovice - Kralupy nad Vltavou, ve vzdálenosti 3,5 km vede silnice I/9 Zdiby - Mělník - Česká Lípa - Rumburk.
- Železnice – Železniční trať ani stanice na území obce nejsou. Nejblíže obci je železniční zastávka Jiřice ve vzdálenosti 2 km ležící na trati 074 mezi Brandýsem nad Labem a Neratovicemi.
- Veřejná doprava 2025 – V obci zastavovaly autobusová linka 351 v trase Letňany - Čakovický zámek - Třeboradice - Hovorčovice - Měsíce - Nová Ves - Čakovičky - Kojetice - Neratovice,žel.st. a také linka 656 v okružní trase Hovorčovice,U Kostela - Líbeznice,II. - Měšice - Nová Ves - Čakovičky - Zlonín - Měšice - Líbeznice,II. - Hovorčovice,U Kostela

## Další fotografie

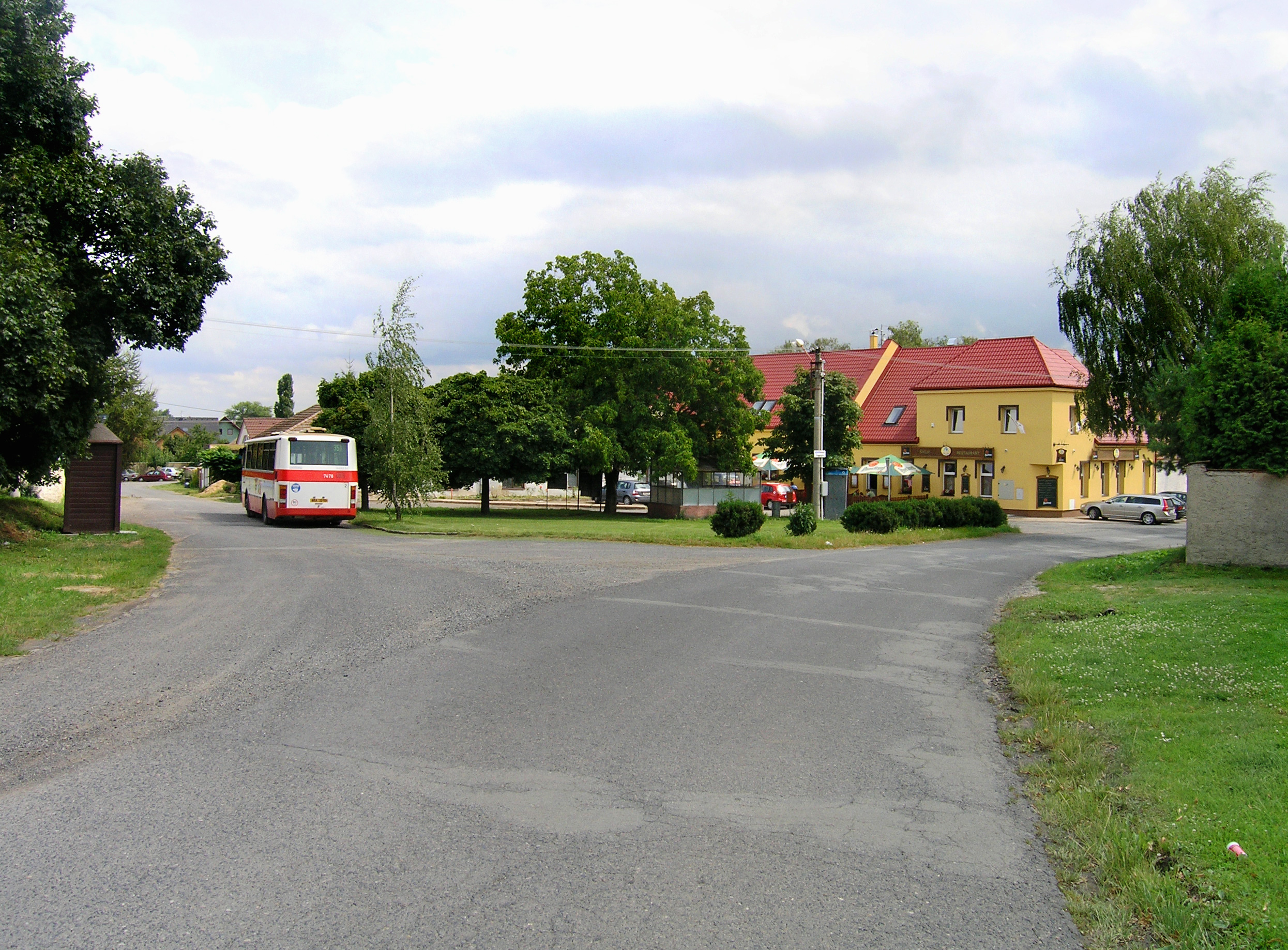
Náves
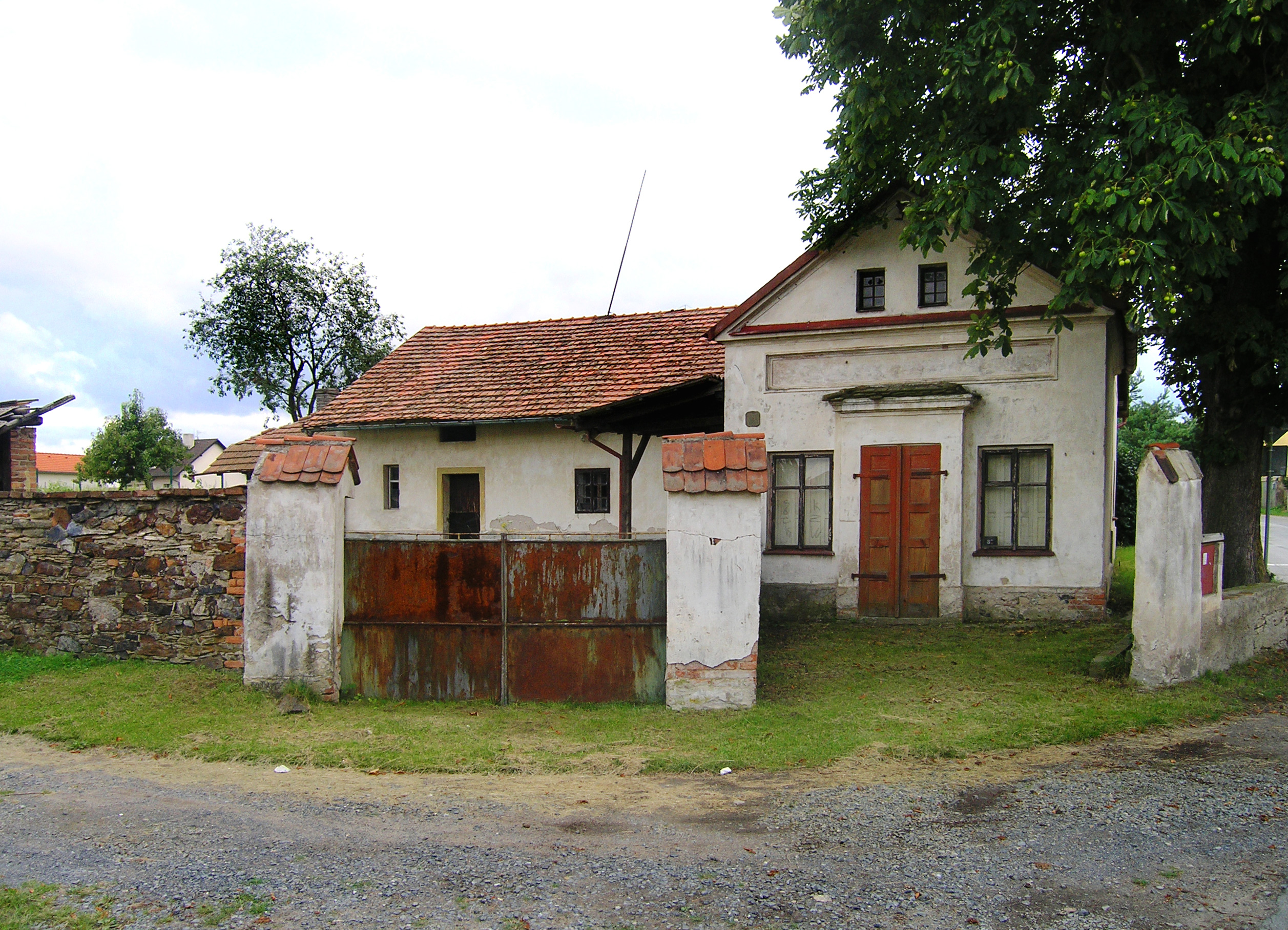
Domek na jihu Čakoviček
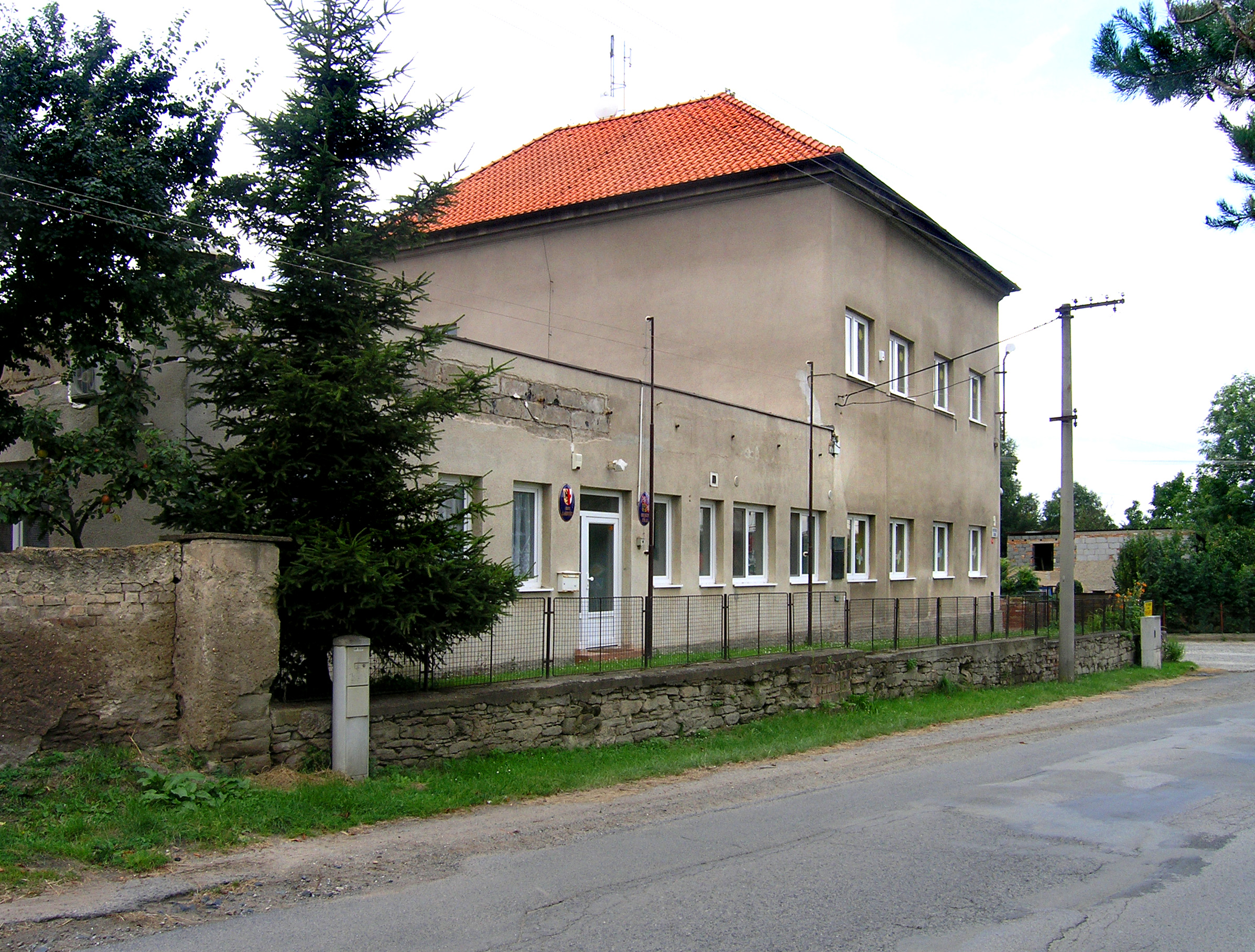
Obecní úřad
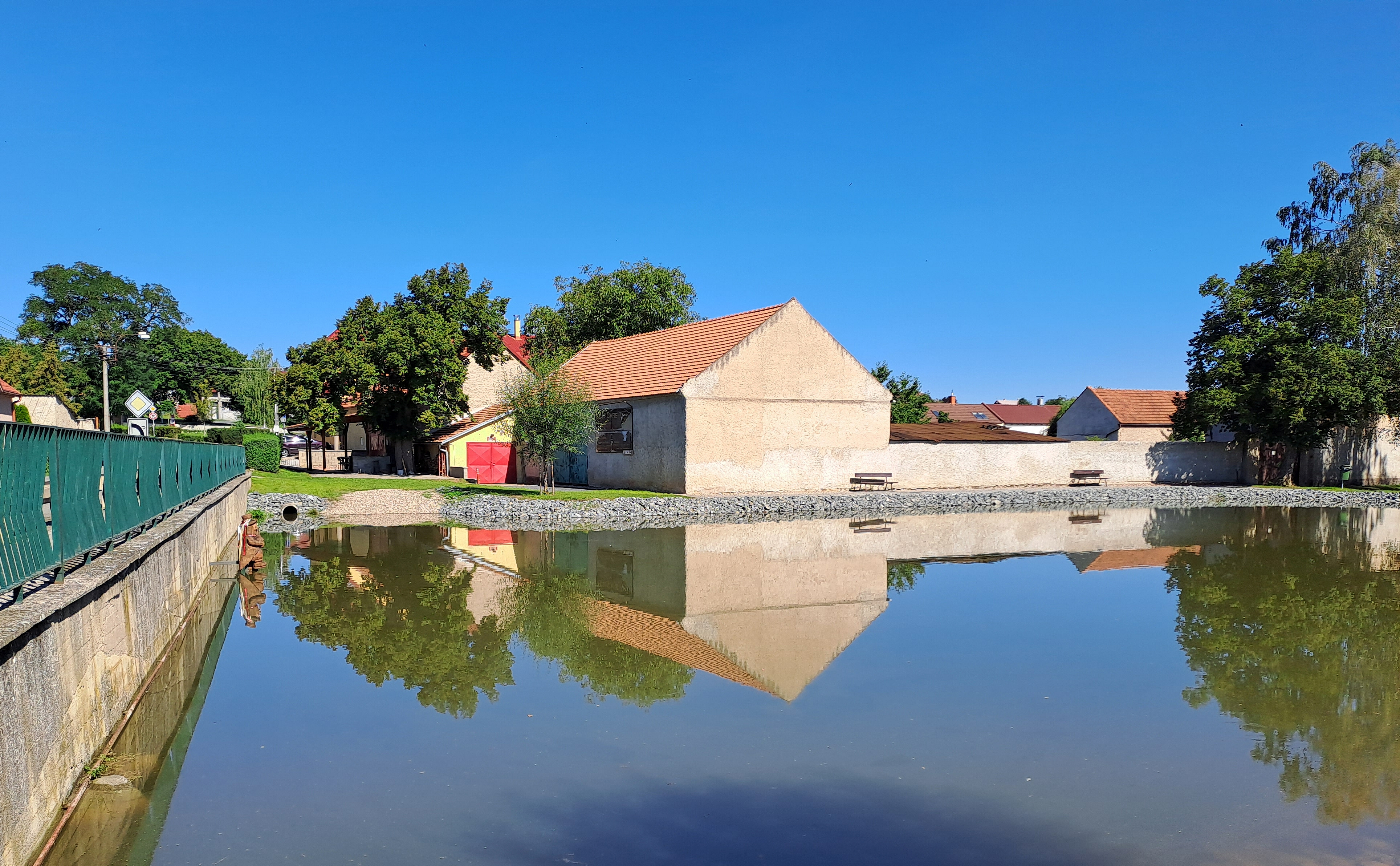
Rybník na Čakovičském potoku
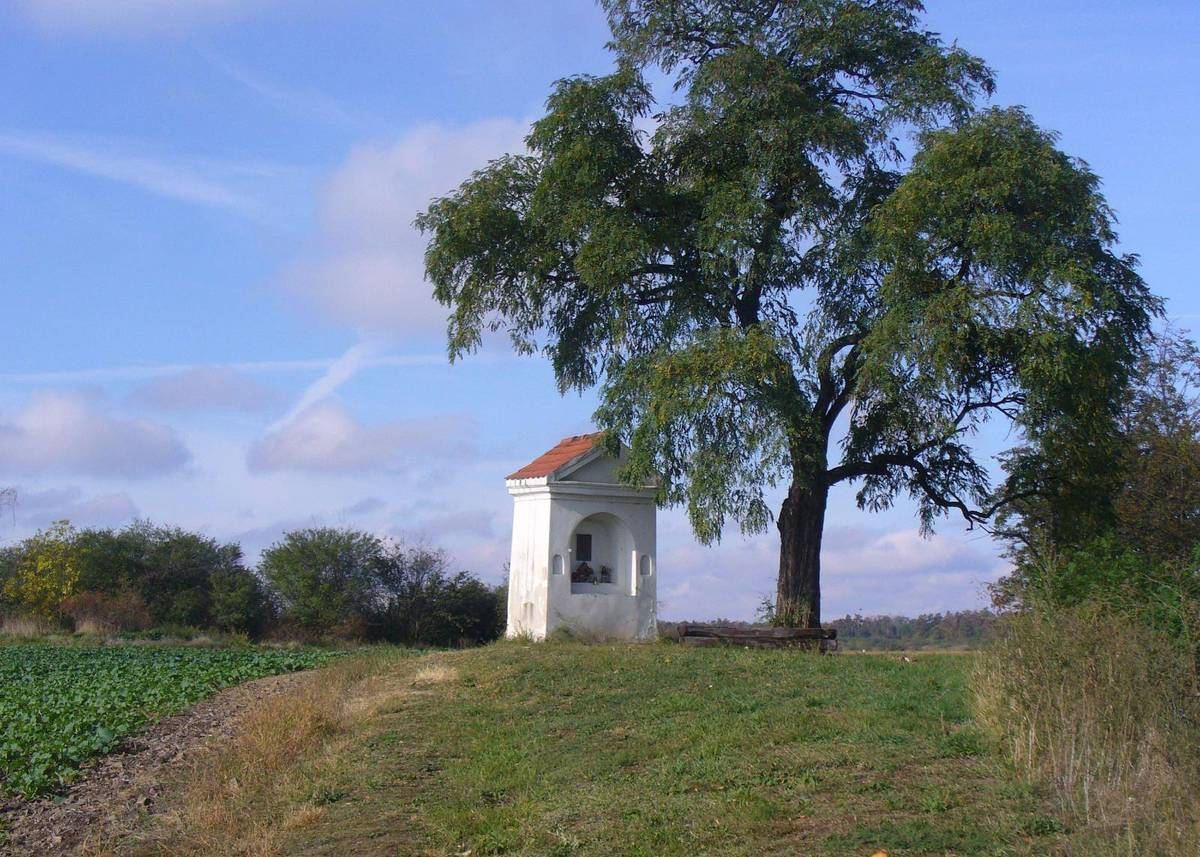
Kaplička u silnice na západním okraji
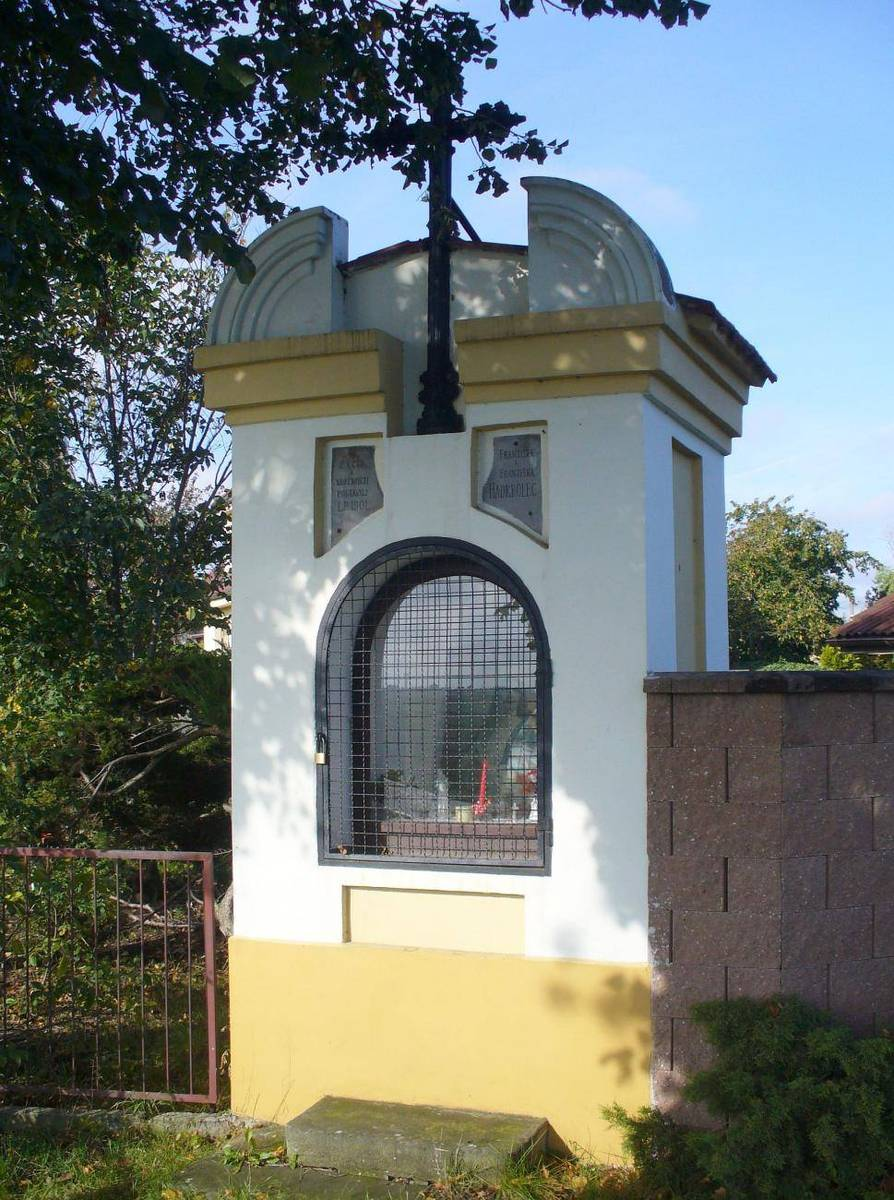
Kaplička na rozcestí na jižním okraji
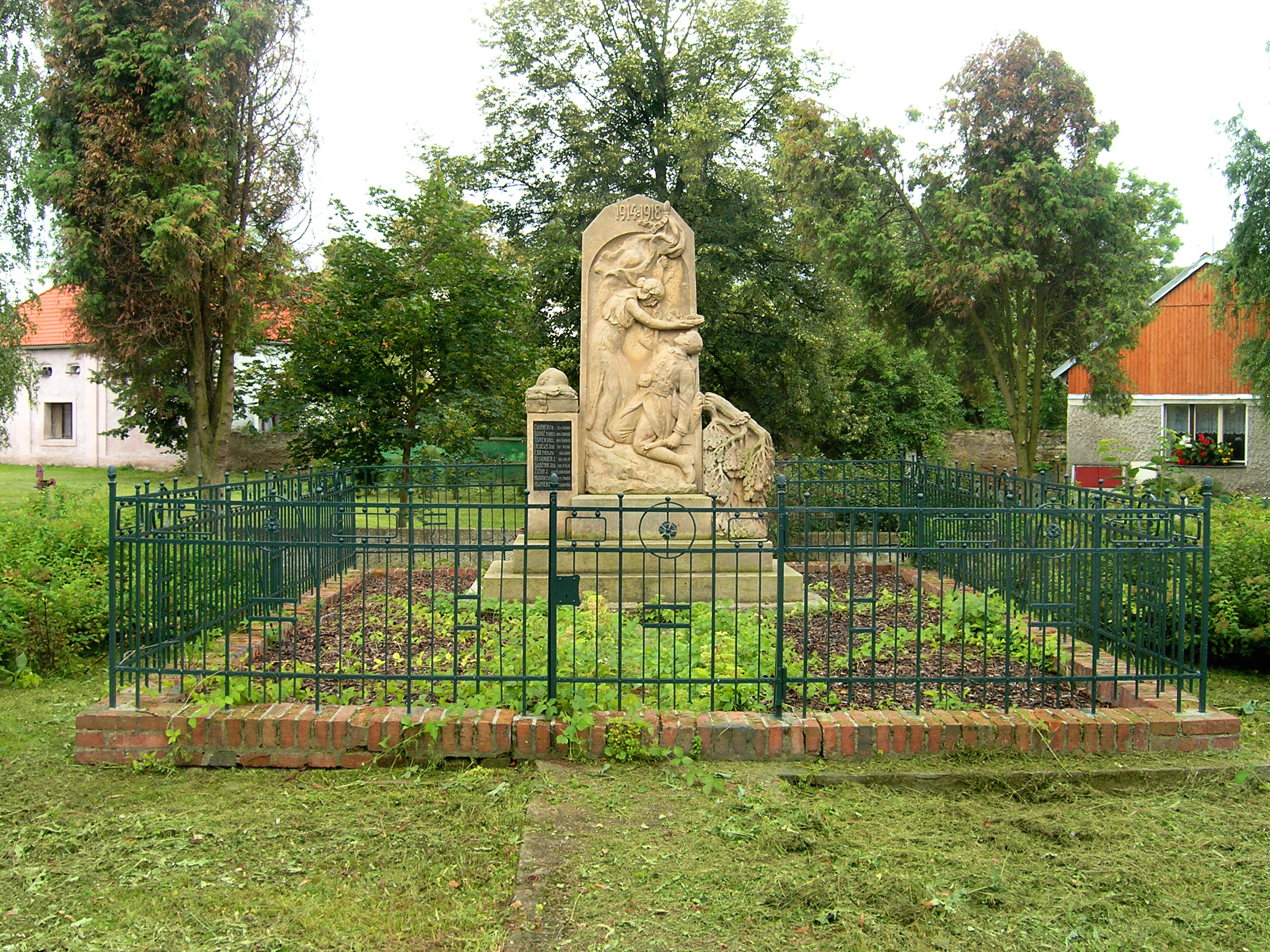
Pomník padlých